# Xã Empire, Quận Dakota, Minnesota
Xã Empire (tiếng Anh: Empire Township) là một xã thuộc quận Dakota, tiểu bang Minnesota, Hoa Kỳ. Năm 2010, dân số của xã này là 2.444 người.